# Icosidigon

Icosidigon

Icosidigonul este un poligon cu 22 de laturi și 22 de vârfuri.